# Hainstraße 195

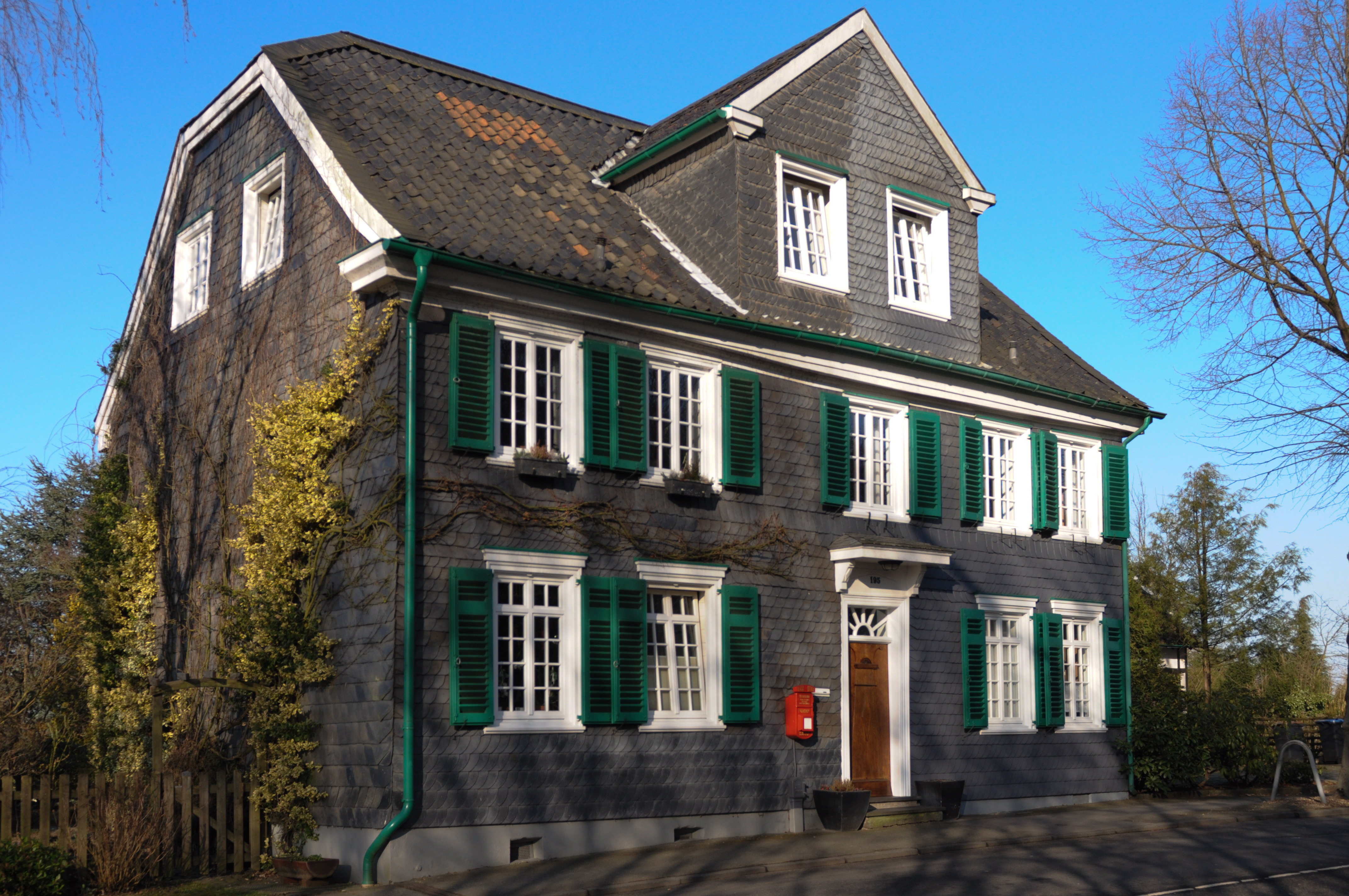
Hainstraße 195

Das Objekt Hainstraße 195 ist ein Wohnhaus in Wuppertal, im Stadtbezirk Uellendahl-Katernberg, im Wohnquartier Nevigeser Straße. Das Gebäude an der Hainstraße ist auch als Pfaffenhaus bekannt und steht unter Denkmalschutz. Es ist zudem namensgebend für den Wohnplatz Pfaffenhaus.

## Geschichte
Das Gebäude wurde in der ersten Hälfte des 19. Jahrhunderts errichtet. Auf einer Karte von 1824 ist der Wohnplatz schon verzeichnet. Bis 1864/65 wurde das Gebäude als An der Weisheit bezeichnet, zuvor soll es bis sieben verschiedene Namen, unter anderem An den drei Rosen, gehabt haben. Ab 1864 stand es als Pfaffenhaus im Adressbuch der Stadt Elberfeld und 1894 ist der Wohnplatz mit Namen auf einer Karte verzeichnet. Das Gebäude hatte lange Zeit der Elberfelder katholischen Gemeinde gehört, deswegen der Namen Pfaffenhaus.
Eine Straße, die von der Hainstraße im Bogen hinter dem Gebäude führt, erhielt am 24. Dezember 1936 den Namen Am Pfaffenhaus.
Am 26. Oktober 1987 wurde es als Baudenkmal in die Denkmalliste der Stadt Wuppertal eingetragen.

## Baubeschreibung
Das zweigeschossige Gebäude mit ausgebautem Dachgeschoss wurde als Fachwerkkonstruktion errichtet. Es wurde an den Giebelseiten sowie der Schauseite der Straßenfront verschiefert ausgeführt, das Gefache ist lediglich auf der Gartenfassade sichtbar. Das Schopfwalmdach hat zur Hainstraße hin ein Zwerchhaus, das fast mittig sich befindet, die rückwärtige westliche Seite hat zwei Dachgaubem. Die Fenster und die Hauseingangstür erhielten Rahmungen im klassizistischen Stil. Die Fenster an der Straßenfront sind mit Schlagläden versehen. Die Farbgebung entspricht dem Bergischen Dreiklang.

Nach der Unteren Denkmalbehörde ist: 

„… Das Gebäude ist ein typisches Beispiel für die bergische Fachwerkbauweise der Zeit und unverzichtbarer Bestandteil der historischen Bausubstanz Elberfelds. Es ist damit ein Zeugnis für die Geschichte des Ortes. …“